# بانجامان لامبو
بانجامان لامبو (2 مايو 1987 ببروكسل في بلجيكا - ) هو لاعب كرة قدم بلجيكي في مركز الوسط. لعب مع رويال أنتويرب وسيركل بروج وليرس وسیمرغ زاقاتالا ‏ وRoyale Union Tubize-Braine ‏ ونادي فيرتون.

## روابط خارجية
- بانجامان لامبو على موقع قاعدة بيانات كرة القدم.إي يو (الإنجليزية)
- بانجامان لامبو على موقع Soccerway.com (الإنجليزية)